# Huron (South Dakota)
Huron is een plaats (city) in de Amerikaanse staat South Dakota, en valt bestuurlijk gezien onder Beadle County.

## Demografie
Bij de volkstelling in 2000 werd het aantal inwoners vastgesteld op 11.893.
In 2006 is het aantal inwoners door het United States Census Bureau geschat op 10.909, een daling van 984 (-8.3%).

## Geografie
Volgens het United States Census Bureau beslaat de plaats een oppervlakte van
21,6 km², waarvan 21,3 km² land en 0,3 km² water. Huron ligt op ongeveer 388 m boven zeeniveau.

## Plaatsen in de nabije omgeving
De onderstaande figuur toont nabijgelegen plaatsen in een straal van 24 km rond Huron.

## Geboren
- Cheryl Ladd (1951), actrice
- Mike Rounds (1954), gouverneur van South Dakota (2003-2011) en senator
- Betsi Flint (1992), beachvolleyballer